# Bourscheid (Luxemburg)
Bourscheid (Luxemburgs: Buerschent, Duits: Burscheid) is een gemeente in het Luxemburgse kanton Diekirch. De gemeente heeft een totale oppervlakte van 36,86 km² en telde 1.701 inwoners op 1 januari 2021.
Twee kilometer buiten het centrum van de plaats Bourscheid bevindt zich het Kasteel Bourscheid, een middeleeuwse burcht. Bourscheid-Plage is een strand met ligweiden aan de Sûre.

## Ontwikkeling van het inwoneraantal
| Jaar                              | 2001  | 2002  | 2003  | 2004  | 2005  | 2010  | 2015  | 2020  |
| --------------------------------- | ----- | ----- | ----- | ----- | ----- | ----- | ----- | ----- |
| Inwoneraantal                     | 1.130 | 1.230 | 1.200 | 1.203 | 1.231 | 1.317 | 1.647 | 1.718 |
| Opmerking: tellingen op 1 januari |       |       |       |       |       |       |       |       |

## Plaatsen in de gemeente
- Asselbur
- Bamhaff
- Bourscheid
- Bourscheid-Moulin
- Closdellt
- Flebour
- Friedboesch
- Goebelsmühle
- Kehmen
- Lipperscheid
- Michelau
- Scheidel
- Schlindermanderscheid
- Welscheid